# Staubbindemaschine

Staubbindemaschine im Einsatz

Als Staubbindemaschine wird eine Einrichtung zur Bindung von Staubpartikeln in nicht geführter Luft bezeichnet. Diese kann stationär z. B. an Gebäuden befestigt oder mobil platziert werden und  arbeitet nach dem Prinzip der Staubbindung durch feinste Wassertropfen.

## Einsatzzweck

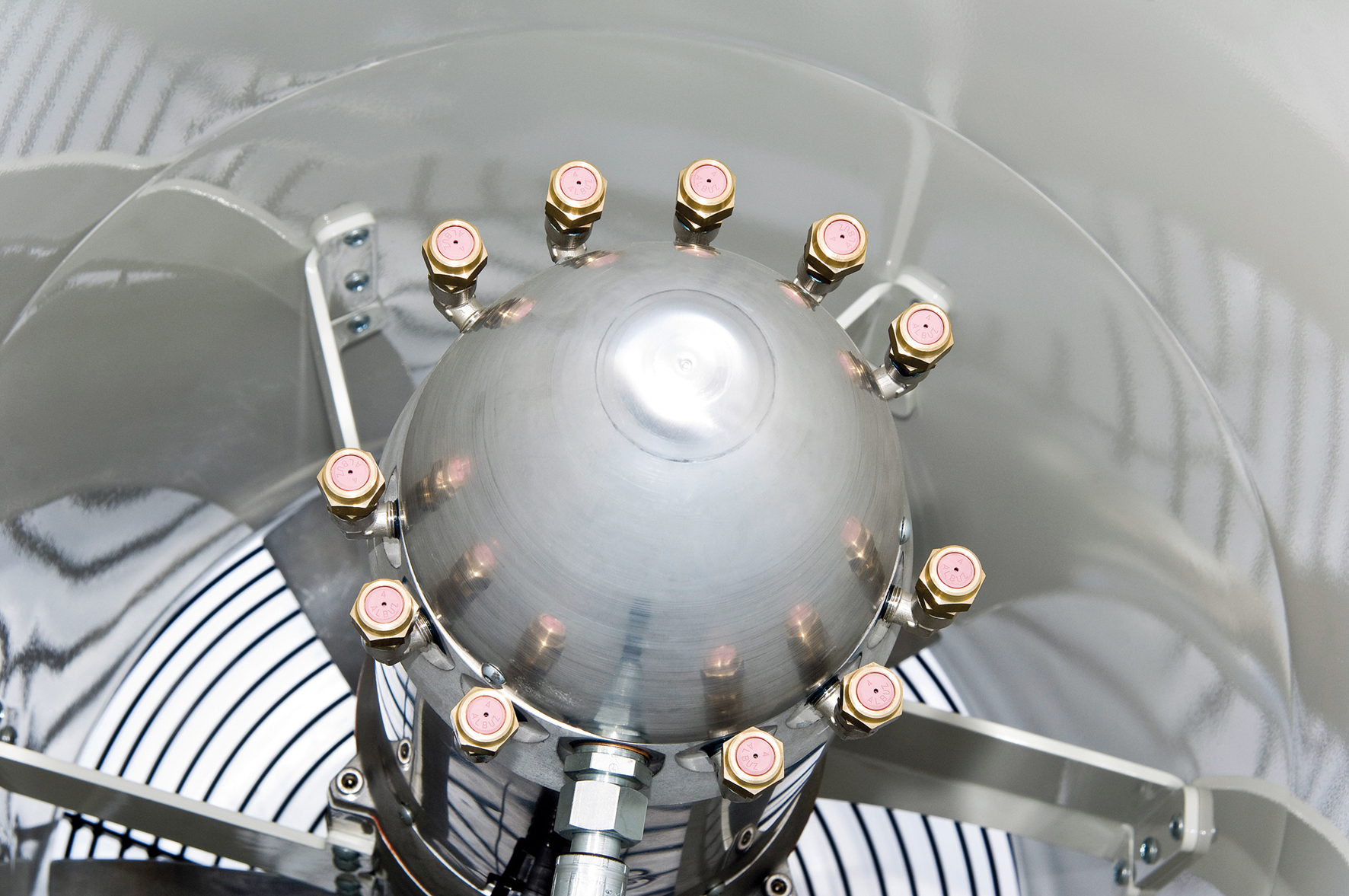
Die Düsen einer Staubbindemaschine

Staub kann verschiedene negative Einflüsse auf den Menschen haben und zahlreiche Erkrankungen der Atmungsorgane hervorrufen. Deshalb werden industrielle Verursacher von Staub zunehmend dazu aufgefordert, ihre Staubemissionen u. a. mittels geeigneter Maßnahmen zu reduzieren. Einsatzgebiete von Staubbindemaschinen sind daher solche Betriebe, an denen staubbeladene Luft nicht auf andere Weise erfasst werden kann. Dies sind typischerweise Materialumschlagsplätze, Baustellen, Recyclinghöfe, Steinbrüche, Minen, Stahl- und Zementwerke.

## Technologie
Ähnlich den Gaswäschern wird eine Vielzahl kleinster Tropfen erzeugt, die in Kontakt mit der staubbeladenen Luft gebracht werden. Gelangt ein Staubpartikel in Kontakt mit einem Wassertropfen, so wird dieses an den Wassertropfen gebunden und abgeschieden. Durch Zugabe eines Mittels, das die Oberflächenspannung des Wassers herabsetzt, kann die Benetzungsfähigkeit der Wassertropfen erhöht werden. Bei leichter Benetzbarkeit des Staubpartikels wird dieses im Tropfeninneren eingebunden.
Die Größe der Wassertropfen ist ein wichtiges Kriterium für die Qualität der Staubbindung. Kleine Wassertropfen binden den Staub sehr zuverlässig, da sie neben ihrer größeren Anzahl und der homogenen Größe aufgrund der geringeren Flug- und Fallgeschwindigkeit länger in der Luft verbleiben. So entsteht eine geringere Sogwirkung um die Tropfen, wodurch sie sich öfters mit Staubkörnern verbinden. Große Tropfen (> 1 mm) können aufgrund ihrer Masse weiter und zielgenauer auf eine Staubquelle geschossen werden, die hohe Sinkgeschwindigkeit und die dadurch entstehende Sogwirkung um die Tropfen verhindern jedoch einen guten Staubbindeeffekt in der Luft. Aus diesem Grund werden große Tropfen vorwiegend dort eingesetzt, wo es darum geht, den Staub durch Befeuchtung am Boden zu halten bzw. zu verhindern, dass dieser z. B. durch Wind in die Luft aufsteigt.
In Staubbindemaschinen kommen Einstoff- und Zweistoffsysteme zum Einsatz. Bei Einstoffsystemen wird Wasser bei einem Druck von 3 bar bis 5 bar durch spezielle Düsen zerstäubt. Die Zerstäubung erfolgt allein aufgrund des Wasserdrucks und der Düsengeometrie. In Zweistoffsystemen wird Wasser durch den Einsatz von Druckluft vernebelt. Der Wasserverbrauch in Zweistoffsystemen ist ebenso geringer wie der erzielte Tröpfchendurchmesser. Dafür benötigen Einstoffsysteme keine Druckluft und können dort eingesetzt werden, wo diese nicht zur Verfügung steht.
Moderne Systeme zur Staubbindung erzeugen mittels einer Mittel- oder Hochdruckpumpe (ab 20 bar) sowie geeigneten Düsen einen konstanten Wassernebel mit einer hohen Anzahl an kleinsten Wassertropfen. Im schwenkbaren konischen zylinderförmigen Kopf der Maschine wird mittels eines Hochleistungsventilators ein Luftstrom erzeugt, der die Tropfen auf die zu bekämpfende Staubquelle blasen, mit dem Ziel, dass sich die Tropfen mit den Staubpartikel verbinden und diese so zu Boden sinken lassen.
Abscheidegrade von Staubbindemaschinen lassen sich nicht allgemeingültig festlegen. Insbesondere Windeinflüsse können das Reinigungsergebnis mindern. Staubbindemaschinen haben aber den positiven Nebeneffekt, dass durch Benetzung von potenziell staubenden Oberflächen der Staubeintrag von Fahrwegen oder Halden durch Aufwirbelungen oder Verwehungen in die Atmosphäre vermindert wird.